# Сленг эсперантистов
Сленг эсперантистов — сленг, используемый в эсперанто-сообществе. Он создается естественным путём в ходе общения между эсперантистами на эсперанто-встречах. Материалом для его образования зачастую служит аффиксы и словосложения двух корней слов, с помощью которых создаются неологизмы. Также одной из форм сленга являются эсперанто-ругательства, большинство из которых заимствовано из национальных языков, однако существуют и собственные. Объектом эсперанто-сленга чаще всего оказываются сами эсперантисты, особенности эсперанто-культуры и её истории.

## Примеры сленга
| Слово                  | Примерный перевод                                        | Значение |
| Про эсперантистов      | Про эсперантистов                                        | Про эсперантистов |
| ---------------------- | -------------------------------------------------------- | --- |
| bakfiŝo                | печёная рыба                                             | Очень юная девушка. |
| blinkenberg            | датская фамилия Блинкенберг                              | Нарицательное имя для людей, которые с умным видом рассуждают об эсперанто, выдавая свои предрассудки за факты. Употребляется с 1954 года после прецедента в Монтевидео. |
| bonantagulo            | bonan tagon! — Добрый день! ulo — индивид                | Ленивый человек, который выучил несколько простых выражений на эсперанто, например «Добрый день!».                                                                       |
| eterna komencanto      | вечный новичок                                           | Человек, который давно ходит на эсперанто-встречи, но всё ещё говорит на эсперанто на уровне новичка.                                                                    |
| kabei                  | глагол, воспроизведенный от Кабе                         | Неожиданно прекратить заниматься эсперанто. |
| kielvifartasulo        | kiel vi fartas? — Как вы поживаете? ulo — индивид        | Синоним к «bonantagulo». |
| samideano              | единомышленник                                           | Обращение эсперантиста к эсперантисту. Подобно «товарищу» в СССР. |
| talpo                  | крот                                                     | Эсперантист, который своими действиями наносит вред эсперанто движению                                                                                                   |
| verda koro             | зелёное сердце                                           | Истинный эсперантист. |
| verda papo             | зелёный папа римский                                     | Кто-либо, кто проповедует идеалы эсперанто. |
| verdulo                | зелёный                                                  | В отличие от русского языка, зелёными называют уже зрелых эсперантистов.                                                                                                 |
| «Рептилии» в эсперанто |                                                          | |
| aligatori              | глагол от слова «аллигатор»                              | Говорить между собой на родном языке другого эсперантиста. Например: русский с французом на французском.                                                                 |
| gaviali (malkrokodili) | глагол от слова «гавиал» противоположность к «krokodili» | Говорить на эсперанто с эсперантистом среди не-эсперантистов. |
| kajmani                | глагол от слова «кайман»                                 | Говорить между собой на неродном языке для обоих эсперантистов. Например: русский с французом на английском.                                                             |
| krokodili              | глагол от слова «крокодил»                               | Говорить между собой на родном языке среди других эсперантистов. Например: русский с русским на русском.                                                                 |
| lacerti                | глагол от слова «ящерица»                                | Говорить на другом искусственном языке среди эсперантистов. |
| Прочий сленг           |                                                          | |
| gufujo                 | гнездо филина                                            | Место, где пьют чай, наслаждаясь беседой. В нём запрещено пить алкоголь и курить. Его обычно организовывают во время эсперанто-встреч.                                   |
| melono                 | дыня                                                     | Неформальное название Юбилейного символа. |
| mojosa                 | moderna — современный juna — юный stila — стильный       | Эквивалентно русскому слову «крутой» «клёвый» и английскому «cool». |
| volapukaĵo             | volapuko — волапюк aĵ — вещь                             | Близко по смыслу к разговорным словам «галиматья», «абракадабра», «китайская грамота», «тарабарщина».                                                                    |

## Ненормативная лексика
Ненормативную лексику на эсперанто называют sakro. В основном, это перевод с национального языка на эсперанто каких-либо ругательств. Например «Kia diablaĵo!» соответствует русскому «Какая-то чертовщина!». Однако, в среде эсперантистов применяются и свойственные лишь им самим ругательства. Как правило, это отсылки к создателю эсперанто Людвигу Заменгофу или к известным эсперанто-произведениям.
| Фраза                   | Примерный перевод            | Разъяснение |
| ----------------------- | ---------------------------- | --- |
| Sankta Ludoviko!        | Святой Людовик!              | Отсылка к значимой для каждого эсперантиста персоне — Людвигу Заменгофу.                                         |
| Ho Zamenhofo!           | О, Заменгоф!                 | То же самое. |
| Pro mia Zamĉjo!         | Ради моего Замы!             | То же, но с используемого ласкательного имени.                                                                   |
| Noktaj fantomoj!        | Ночные фантомы!              | Упоминается в известном стихотворении Заменгофа «Путь».                                                          |
| Fundamenta Krestomatio! | Фундаментальная Хрестоматия! | Одноименный труд Заменгофа 1903 года, в котором он собрал наилучшие произведения на эсперанто того времени.      |
| Aktoj de la Akademio!   | Документы Академии!          | Издаваемые Академией эсперанто документы.                                                                        |
| Ata-Ita!                |                              | Намёк на продолжительную дискуссию эсперантистов по поводу использования суффиксов -at- и -it- в формах глагола. |

Помимо всего прочего, эсперантистам свойственно создавать ругательства в виде рифм или игры слов:
- Rabato por rabito! — Льгота для ограбленного! (также «ограбляемый для ограбленного»)
- Palavro de kadavro! — Разглагольствования трупа!
- Pluralo de singularo! — Множественное число единственного числа!
- Korpo de porko! — Тело свиньи! (Автор: Клод Пирон)

## Интересные факты
Лингвистом Мануэлом Халвейком был выдуман искусственный сленг эсперанто — Gavaro (от рус. говорить).